# Werner Rölefintz
Werner Rölefintz (Warner, Wernich, Roelefinck, Röbfinck, Rölefink), var en konterfejare och dekorationsmålare verksam i Stockholm i mitten av 1600-talet.
Han var gift 1643 med Catharina Schultz och från 1650 med Maria Magdalena Schwartz. Rölefintz uppges komma från Holstein och omnämns första gången i Sverige i augusti 1642 då han levererar ett porträtt av drottning Kristina samt får betalt för tre tidigare levererade porträtt man antar att dessa målningar var kopior efter målningar utförda av Jacob Heinrich Elbfas. Han finns noterad som mästare i Stockholms målarämbete 1644 och följande år har han två gesäller i sin tjänst. Tillsammans med Carl Thor Höyer utförde han på uppdrag av Carl Carlsson Gyllenhielm dekorationsmålningar 1648 och tillsammans med Henrik Möller dekorationsmålade han balettsalen på Stockholms slott 1649. Året efter utförde han en rad dekorationsarbeten för Magnus Gabriel De la Gardies tornerspel. Inför drottningens kröning fick han uppdraget att på det nya riksbaneret måla riksvapnet och en följd av provinsvapen. Rölefintz finns representerad i Tyska kyrkan med två stycken epitafier. 